# Boann Corona
Boann Corona est une corona, formation géologique en forme de couronne, située sur la planète Vénus par 27° N et 136,5° E. Elle est localisée dans le quadrangle de Vellamo Planitia. Elle a été nommée en référence à Boann, déesse irlandaise de la fertilité. 

## Géographie et géologie
Boann Corona couvre une surface circulaire d'environ 300 km de diamètre. 